# گورپشته

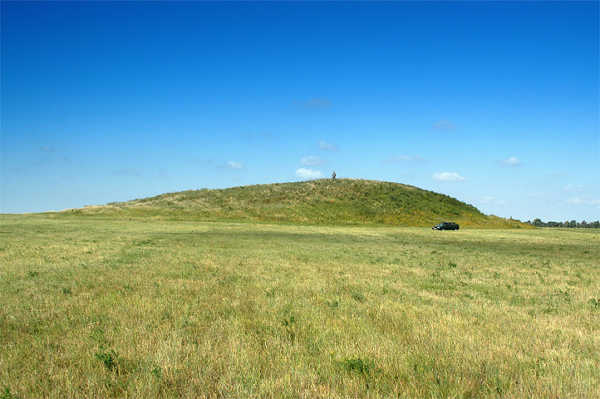
یک گورپشته متعلق به سده، چهارم پ.م. از قوم ایرانی‌تبار سرمتی در روسیه.

گورپُشته تپه‌ای خاکی یا سنگی است که بر روی گورستانی باستانی قرار گرفته‌است.
گورپشته‌ها در سراسر جهان یافت می‌شوند. به گورپشته‌های سیبری و روسیه اصطلاحاً کورگان گفته می‌شود. گورپشته‌های کاملاً سنگی را سنگ‌چین می‌گویند.